# Остання новорічна ніч
«Остання новорічна ніч» («L'ultimo capodanno») — італійський комедійний кінофільм 1998 року, знятий режисером Марко Різі.

## Сюжет
Напередодні Нового року. Найнебезпечніше свято у році. На вечірку старіючої графині та її молодого коханця приходить без запрошення футбольна команда. Багата дама Джулія застає чоловіка зі своєю найкращою подругою і присягається помститися. По сусідству сімейство готує вибухонебезпечну сюрприз-розвагу. Поки повія зв'язує адвоката-мазохіста, троє чоловіків чекають на момент увірватися до його офісу. Самотня жінка збирається прийняти таблетки і накласти на себе руки. Наближається північ, яка для кожного з них стане гротескною трагедією.

## У ролях
- Моніка Беллуччі: Джулія Джованніні
- Алессандро Хабер: адвокат Ернесто Рінальді
- Франческа Д'Алоджа: Ліза Фараоне
- Клаудіо Сантамарія: Крістіано Каруччі
- Марко Джалліні: Енцо Ді Джироламо
- Рікі Мемфіс: Ореккіно
- Джорджо Тірабассі: Августо Карбоне
- Натале Туллі: Освальдо Феррі
- П'єро Натолі: Вітторіо Тродіні
- Макс Маццотта: Оссадипеске
- Беппе Фіорелло: Гаетано Малакоцца
- Адріано Паппалардо: Божа гонча
- Джанні Феррері: Паскуале Треккья
- Марія Монті: графиня Сцинтілла Сінібальді
- Маріо Патане: Джуліо Севераті
- Кармен Джардіна: Арианна Фрескобальді
- Іва Дзаніккі: Джина Каруччі
- Анджела Фінокк'яро: пані Рінальді
- Федеріка Вірджилі: Сукія
- Людовіка Модуньо: Філомена Бельпедіо
- Антонелла Стені: Ельза Джованніні
- Емануела Грімальда: Маддалена Тродіні
- Ріккардо Россі: телеведучий
- Ораціо Стракуцці: Маріо Чинке
- Франко Одоарді: дідусь Ансельмо Фраска
- Маттіа Москардіні: Мікеле Тродіні
- Сільвіо Ваннуччі: Франческо Калабрезе
- Джованна Рей: Анджела Котіконе

## Знімальна група
- Режисер — Марко Різі
- Сценарист — Марко Різі
- Оператор — Мауріціо Кальвезі
- Продюсери — Марко Різі, Мауріціо Тедеско
- Композитор — Андреа Рокка
- Художник — Лучано Річчері